# Daussois
Daussois (en wallon Dausseu) est une section de la commune belge de Cerfontaine située en Wallonie dans la province de Namur.
C'était une commune à part entière avant la fusion des communes de 1977.
On dénombrait 582 habitants fin 2011.

## Étymologie
Formes anciennes : Dausous (1265). Daussois en 1693 s'écrivait aussi « Aussoit » ou « Aussoy » et est devenu « Daussois ». Sa forme wallonne est Dausseu.
Les Daussutois ou les Malots (sobriquet provenant de l'appellation wallonne du bourdon ou du frelon, animal gros et balourd)

## Géographie

### Situation
Village situé au centre de l’Entre-Sambre-et-Meuse, au sud de Vogenée et d’Yves-Gomezée, à l’est de Silenrieux; au nord de Villers-deux-Églises et de Soumoy et à l’ouest de Jamiolle.

### Hydrographie
Daussois est traversé par deux ruisseaux : le Ri-jaune et le ruisseau du Mouligna, qui se jettent dans l'Eau d'Heure. Le village est traversé par la RN40, qui relie Philippeville à Beaumont.

### Altitude
L'altitude au seuil de l’église est 238 m (point culminant: 290 m) et sa superficie est 773 ha.

## Évolution démographique
- Source: DGS, 1831 à 1970=recensements population, 1976= habitants au 31 décembre

## Histoire
Eilbert de Florennes, mort en 977, était seigneur d'une cinquantaine de villages de l'Entre-Sambre-et-Meuse dont Daussois, Cerfontaine, Senzeilles, Soumoy et Villers-deux-Églises.
En 1265, le comte de Namur prélève à Daussois la somme de 19 sous au titre d'une capitation, ou impôt par personne, alors que le village ne lui appartient pas. Il perçoit ce droit sur ses ressortissants même si ceux-ci demeurent en dehors de son comté.
Tout en suivant la coutume liégeoise, Daussois fait partie du comté de Hainaut, mais sa situation à la limite des principautés territoriales en a fait progressivement une terre franche, comme Soumoy.
Au début du XVe siècle, le village appartient par moitié aux familles van Pede, de Watermaele, van der Noot et d’Yve d’une part, et aux Senzeilles et de Groesbeeck, d’autre part. Les deux moitiés de la seigneurie de Daussois sont enfin réunies en une seule en 1591 par le mariage de Jean de Groesbeeck avec Hélène d'Yve.
En 1472, les manants gagnent un procès contre un receveur du duc de Bourgogne qui voulait leur faire payer un impôt dû par les villages liégeois. En 1611, les archiducs Albert et Isabelle confirment les droits dont jouissent les habitants.
Au début du XVIIe siècle, Jean de Robaulx (1581-1655), licencié es-lois (qui ajoute à son patronyme le nom de son fief de Beaurieux) acquiert la seigneurie et y construit un château en 1614. Il est gouverneur de Beaumont à partir de 1622 et défend les frontières du Hainaut contre Charles de Mansfeld lors de son retour en France. Il publie d’ailleurs à Paris un occasionnel — un libelle — sur la bataille de Fleurus de 1622, mi-victoire ou mi-défaite, suivant le point de vue que l'on adopte. En 1650, il a affaire au duc de Würtemberg qui menace la principauté de Chimay. Il meurt en prison à Mons où il a été incarcéré comme garant des dettes de son maître, le prince de Chimay.
Durant la Première Guerre mondiale, le village n'est pas épargné. Ainsi, le 25 août 1914, le château-ferme est incendié par les Allemands, comme 26 habitations ainsi que la maison communale et ses archives.
Durant la Seconde Guerre mondiale, un régiment allemand campe sur la place des Trieux avec son matériel. Le 13 octobre 1941, un bombardier anglais Whitley s'écrase en flammes à l’est du village. Un autre sera abattu près des marécages à la limite et sur Yves-Gomezée. À la Libération, le 3 septembre 1944, les Allemands tirent à l’artillerie lourde sur Yves-Gomezée par où arrivent les Américains.

## Patrimoine et culture

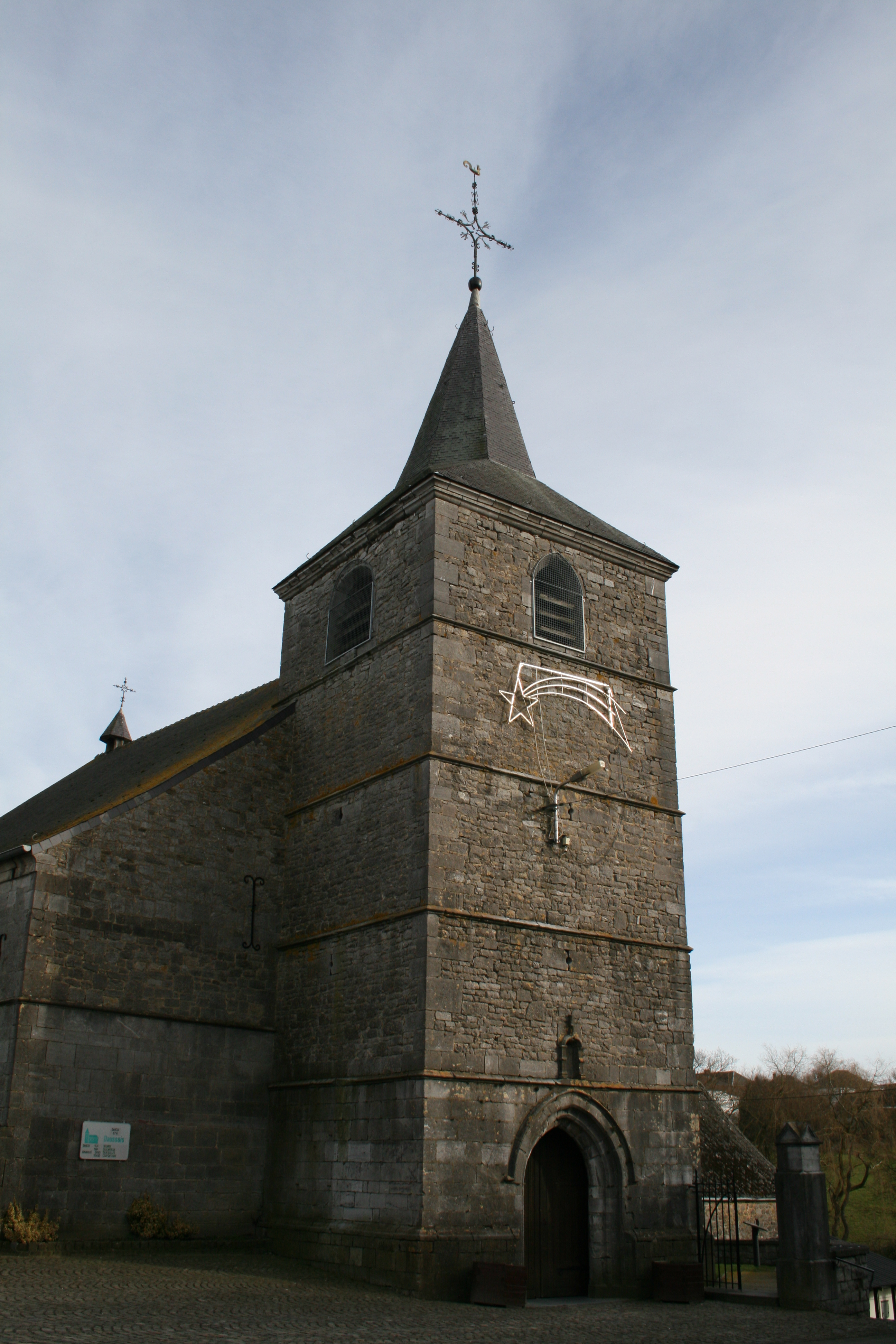
L'église Saint-Vaast.

### Patrimoine architectural

#### Eglise Saint-Vaast
L’église est dédiée à saint Vaast (qui baptisa Clovis) — comme 97 autres paroisses de Wallonie. Le bâtiment est classé en 1948 avec notamment sa tour romane et sa voûte d’arêtes au premier étage, ses fonts baptismaux de la moitié du XIIe siècle, son chœur à cinq pans et ses nefs du XVIe siècle, son maître-autel et sa chaire de vérité du XVIIe siècle. Le portail est mouluré et surmonté d’une niche.
Elle contient cinq pierres tombales dont celle de Toussaint de Robaulx (1546-1618), bailli de la châtellenie de Couvin et de la baronnie de Pesches, mayeur de Cerfontaine, père du seigneur de Daussois, de Soumoy, etc.
À l’extérieur (au sud et au chevet), d'autres pierres anciennes, avec une porte murée datée de 1554, ainsi que plusieurs croix en fonte anciennes mises en valeur.

#### Monuments commémoratifs
- Grande stèle en pierre fixée en 1922 à l’arrière de l’ancienne maison communale et qui mentionne le nom des 16 combattants de la Première Guerre mondiale et de Georges Malherbe, tombé au front le 29 septembre 1918;
- Monument aux Morts des deux guerres élevé le 28 octobre 1951 en bordure de la route, en souvenir d'un soldat de 1914-1918 et un de 1940-1945 et portant la mention Gloire, honneur à nos alliés tombés à Daussois;

#### Ferme du Château
Ensemble clôturé qui formait un quadrilatère traditionnel du XVIIe siècle et a été fortement remanié aux XIXe et XXe siècle, située rue des Lattes.

#### Presbytère
Construction de la 1re moitié du XVIIIe siècle, situé rue du Tilleul.

#### Calvaire Saint-Pierre
Chapelle ouverte de la 2e moitié du XVIIIe siècle, rue des Trieux. Elle abritait anciennement un Christ en croix flanqué de deux personnages.

## Économie
De tout temps, on a extrait des minerais de fer dans la commune. Au XVIe siècle, on note l’existence d’une minière tandis qu’en 1829, on comptait encore une trentaine de mineurs sur place. Dans la première moitié du XXe siècle, on a extrait de la terre plastique. La saboterie a donné du travail également à la main-d’œuvre locale (30 ouvriers en 1890).

### Sources
- Archives publiques de Walcourt.
- Musée et Cercle d’histoire de Cerfontaine.
- Témoignages d'habitants qui ont vécu dans le village durant 1940-45.